# Füstös Zoltán
Füstös Zoltán (Balatonlelle, 1901. május 10. – Hódmezővásárhely, 1970. március 30.) festő.

## Életútja
1931-ben szerezte oklevelét a Magyar Képzőművészeti Főiskolán, ahol mestere Rudnay Gyula volt. Az 1930-as években egyházi témákkal foglalkozott, majd az 1940-es években a Nyilaskeresztes Párt számára tervezett formaruhákat, plakátokat és zászlókat. Emiatt 1946-ban a Népbíróság nyolc évi kényszermunkára ítélte. 1951-ben Hódmezővásárhelyre költözött, vezetője volt a helyi Petőfi Művelődési Ház képzőművészeti szakkörének. Ezután mint megyei szakfelügyelő dolgozott. Mestere volt Fejér Csabának, Hézső Ferencnek, Fodor Józsefnek és Erdős Péternek is. Több tájképet és csendéletet is festett, majd apró kis táblákat. Dolgozott a Tokaji Művésztelepen, Fodor Józseffel együtt hozták létre a Mártélyi Művésztelepet.

## Díjai, elismerései
- Vaszary Kolos-díj (1940)
- Szocialista Kultúráért (1969)

## Kiállításai

### Egyéni kiállítások
- 1939 • Műterem, Budapest
- 1954 • Kecskemét
- 1955 • Műcsarnok, Budapest
- 1958 • Hódmezővásárhely • Zsennye
- 1962 • Csurgó
- 1963 • Makó
- 1964, 1967 • Szeged
- 1969 • Fészek Klub, Budapest.

### Válogatott csoportos kiállítások
- 1938 • Szt. István Kiállítás, Műcsarnok, Budapest
- 1940 • Tavaszi Tárlat, Műcsarnok, Budapest
- 1941 • Arcképkiállítás, Műcsarnok, Budapest • IX. és X. Vásárhelyi Őszi Tárlat • VI. Alföldi Kiállítás, Békéscsaba • IV. Szegedi Nyári Tárlat, valamint a vásárhelyi művészekkel Moszkva • Berlin • Ungvár • Zenta bemutatói

## Művek közgyűjteményekben
- Móra Ferenc Múzeum, Szeged • Tornyai János Múzeum, Hódmezővásárhely.